# Discografia de Christina Aguilera
A discografia de Christina Aguilera, cantora e compositora americana, consiste em oito álbuns de estúdio, duas compilações, uma trilha sonora, um extended play, quarenta singles (incluindo treze como artista convidada) e vinte singles promocionais. A videografia relacionada da artista é formada por cinco álbuns de vídeo e trinta e oito videoclipes (incluindo oito como artista convidada). Interpreta fundamentalmente pop, apesar de misturá-lo a diversos estilos musicais diferentes, como dance, R&B, jazz, blues, soul e hip hop. Em 1998, a vocalista foi selecionada pela Walt Disney Pictures para gravar a canção "Reflection" para a animação Mulan. Devido à gravação da música, a intérprete assinou um contrato com a gravadora RCA e lançou o seu álbum de estreia homônimo em 24 de agosto de 1999. O disco chegou ao topo da Billboard 200 e vendeu mais de nove milhões de cópias nos Estados Unidos, tornando-se o 157º mais comercializado na história da música americana. As faixas de promoção "Genie in a Bottle", "What a Girl Wants" e "Come on Over Baby (All I Want Is You)" alcançaram o cume da Billboard Hot 100 durante 1999 e 2000, ao passo que "I Turn to You" atingiu a terceira posição. A obra está na 127ª colocação na lista dos 200 álbuns definitivos no Rock and Roll Hall of Fame. Seguiram-se o seu primeiro material de estúdio em espanhol, Mi reflejo, e o seu primeiro projeto natalino, My Kind of Christmas, ambos em 2000.
Em 2001, a artista contribuiu para a trilha sonora do filme Moulin Rouge! com "Lady Marmalade", que liderou a parada americana. O seu quarto disco de originais, Stripped, foi introduzido em 25 de outubro de 2002 e debutou no segundo lugar no país de origem da cantora. "Dirrty", "Beautiful", "Fighter", "Can't Hold Us Down" e "The Voice Within" serviram como divulgação ao trabalho, que acabou por vender cerca de 12 milhões de exemplares mundialmente, dos quais 1.900.000 foram no Reino Unido, onde encontra-se entre os 80 mais vendidos de sempre. Back to Basics foi editado como quinto álbum de estúdio da vocalista em agosto de 2006, inspirado pelo jazz, blues e soul das décadas de 20, 30 e 40. A obra foi recebida positivamente pelos críticos, estreou no topo da Billboard 200 e teve aproximadamente 8.5 milhões de unidades comercializadas em âmbito global. "Ain't No Other Man", "Hurt", "Candyman", "Slow Down Baby" e "Oh Mother" foram os focos de promoção, sendo que o primeiro ficou entre as dez primeiras posições da Billboard Hot 100. Em 2008, a intérprete lançou a sua primeira compilação de maiores sucessos, que vendeu 614 mil cópias em território americano e contou apenas com "Keeps Gettin' Better" para promover o material. Bionic, o seu sexto projeto de estúdio, foi lançado em 2010 e incorporou aspectos de electropop e synthpop. Com fraca recepção por parte da crítica e do público, os singles "Not Myself Tonight", "Woohoo" e "You Lost Me" causaram pouco impacto nas tabelas musicais.
No mesmo ano, a artista fez a sua estreia no cinema com Burlesque e participou da trilha sonora acompanhante, que foi mais bem sucedida que Bionic em termos comerciais. Em 2011, a cantora colaborou com a banda Maroon 5 em "Moves like Jagger", que ascendeu ao número um na parada americana e entrou para a lista de singles com mais downloads pagos no mundo, com mais de 33.7 milhões de exemplares comercializados. No ano posterior, Lotus foi introduzido como sétimo trabalho de estúdio da vocalista. "Your Body" e "Just a Fool" foram as músicas escolhidas para divulgar a obra com pior desempenho comercial da intérprete. Aguilera vendeu mais de 100 milhões de álbuns, fazendo dela uma recordista de vendas no mundo. Ela é a 167ª artista que mais vendeu discos nos Estados Unidos com 15.5 milhões de unidades certificadas pela RIAA, com esse número subindo para 18.3 milhões pela Nielsen SoundScan. No Reino Unido, a cantora vendeu mais de 3.3 milhões de álbuns e 6.100.000 singles. A vocalista ganhou cinco prêmios Grammy e um Latin Grammy, e ficou na 58ª colocação na lista da Rolling Stone dos 100 maiores cantores de todos os tempos, sendo a mais jovem da lista e a única com menos de 30 anos. Na lista da Billboard de artistas da década de 2000, ficou na vigésima posição.

## Álbuns de estúdio
| Detalhes | Melhores posições atingidas | Melhores posições atingidas | Melhores posições atingidas | Melhores posições atingidas | Melhores posições atingidas | Melhores posições atingidas | Melhores posições atingidas | Melhores posições atingidas | Melhores posições atingidas | Melhores posições atingidas | Melhores posições atingidas | Melhores posições atingidas | Vendas                                                      | Certificações |
| Detalhes | ALE                         | AUS                         | AUT                         | CAN                         | EUA                         | EUR                         | FRA                         | IRL                         | NZ                          | PB                          | RU                          | SUI                         | Vendas                                                      | Certificações |
| --- | --------------------------- | --------------------------- | --------------------------- | --------------------------- | --------------------------- | --------------------------- | --------------------------- | --------------------------- | --------------------------- | --------------------------- | --------------------------- | --------------------------- | ----------------------------------------------------------- | --- |
| Christina Aguilera - Lançamento: 24 de agosto de 1999 - Gravadora: RCA - Formatos: CD, cassete, download digital | 13                          | 21                          | 15                          | 1                           | 1                           | —                           | 44                          | 43                          | 5                           | 21                          | 14                          | 5                           | - : 14.000.000 - : 80.000 - : 9.235.000                     | - AUS: Platina - CAN: 6× Platina - EUA: 8× Platina - EUR: Platina - MEX: Platina - NZ: Platina - RU: Platina                                                                   |
| Mi reflejo - Lançamento: 12 de setembro de 2000 - Gravadora: RCA - Formatos: CD, cassete                         | —                           | —                           | —                           | —                           | 27                          | —                           | —                           | —                           | —                           | —                           | —                           | 54                          | - : 2.200.000 - : 60.000 - : 489.000 - : 32.000 - : 300.000 | - ARG: Platina - EUA: Ouro - EUA (Latino): 6× Platina - MEX: Platina |
| My Kind of Christmas - Lançamento: 24 de outubro de 2000 - Gravadora: RCA - Formatos: CD, cassete                | —                           | —                           | —                           | —                           | 28                          | —                           | —                           | —                           | —                           | —                           | —                           | —                           | - : 3.000.000 - : 1.015.000                                 | - EUA: Platina |
| Stripped - Lançamento: 25 de outubro de 2002 - Gravadora: RCA - Formatos: CD, cassete, download digital, vinil   | 6                           | 7                           | 10                          | 3                           | 2                           | 3                           | 49                          | 2                           | 5                           | 3                           | 2                           | 9                           | - : 12.000.000 - : 4.400.000 - : 1.900.000                  | - ALE: Platina - ARG: Platina - AUS: 4× Platina - AUT: Platina - BRA: Ouro - CAN: 3× Platina - EUA: 4× Platina - EUR: 3× Platina - MEX: Ouro - NZ: 2× Platina - RU: 6× Platina |
| Back to Basics - Lançamento: 11 de agosto de 2006 - Gravadora: RCA - Formatos: CD, download digital, vinil       | 1                           | 1                           | 1                           | 1                           | 1                           | 1                           | 10                          | 1                           | 2                           | 1                           | 1                           | 1                           | - : 4.500.000 - : 1.712.000 - : 522.696                     | - ALE: Platina - AUS: 2× Platina - AUT: Ouro - CAN: 3× Platina - EUA: Platina - EUR: Platina - FRA: Ouro - NZ: Platina - RU: Platina - RUS: 3× Platina                         |
| Bionic - Lançamento: 4 de junho de 2010 - Gravadora: RCA - Formatos: CD, download digital                        | 6                           | 3                           | 3                           | 3                           | 3                           | 1                           | 23                          | 4                           | 6                           | 6                           | 1                           | 2                           | - : 332.000 - : 10.000                                      | - AUS: Ouro - AUT: Ouro - EUA: Ouro - GRE: Ouro - RU: Prata |
| Lotus - Lançamento: 9 de novembro de 2012 - Gravadora: RCA - Formatos: CD, download digital                      | 13                          | 19                          | 13                          | 7                           | 7                           | —                           | 50                          | 29                          | 29                          | 12                          | 28                          | 10                          | - : 303.000 - : 9.422                                       | - CAN: Ouro - EUA: Ouro |
| Liberation - Lançamento: 15 de junho de 2018 - Gravadora: RCA - Formatos: CD, download digital                   | 11                          | 9                           | 9                           | 5                           | 6                           | —                           | 47                          | 28                          | 23                          | 11                          | 17                          | 3                           | - : 100.000                                                 | |
| Aguilera - Lançamento: 31 de maio de 2022 - Gravadora: Sony Latin - Formatos: CD, streaming, download digital    | —                           | —                           | —                           | —                           | —                           | —                           | —                           | —                           | —                           | —                           | —                           | —                           |                                                             | |
| "—" indica uma obra que não entrou na tabela musical correspondente.                                             |                             |                             |                             |                             |                             |                             |                             |                             |                             |                             |                             |                             |                                                             | |

## Álbuns de compilação
| Detalhes | Melhores posições atingidas | Melhores posições atingidas | Melhores posições atingidas | Melhores posições atingidas | Melhores posições atingidas | Melhores posições atingidas | Melhores posições atingidas | Melhores posições atingidas | Melhores posições atingidas | Melhores posições atingidas | Melhores posições atingidas | Melhores posições atingidas | Vendas      | Certificações                                                                            |
| Detalhes | ALE                         | AUS                         | AUT                         | CAN                         | EUA                         | EUR                         | FRA                         | IRL                         | NZ                          | PB                          | RU                          | SUI                         | Vendas      | Certificações                                                                            |
| --- | --------------------------- | --------------------------- | --------------------------- | --------------------------- | --------------------------- | --------------------------- | --------------------------- | --------------------------- | --------------------------- | --------------------------- | --------------------------- | --------------------------- | ----------- | ---------------------------------------------------------------------------------------- |
| Just Be Free - Lançamento: 21 de agosto de 2001 - Gravadora: Warlock Records - Formatos: CD                                  | —                           | —                           | —                           | —                           | 71                          | —                           | —                           | —                           | —                           | —                           | —                           | —                           | - : 129.000 |                                                                                          |
| Keeps Gettin' Better: A Decade of Hits - Lançamento: 7 de novembro de 2008 - Gravadora: RCA - Formatos: CD, download digital | 20                          | 8                           | 10                          | 12                          | 9                           | 12                          | 7                           | 9                           | 15                          | 28                          | 10                          | 14                          | - : 614.000 | - AUS: Platina - BEL: Ouro - EUA: Ouro - IRL: Ouro - JAP: Ouro - RU: Platina - RUS: Ouro |
| "—" indica uma obra que não entrou na tabela musical correspondente.                                                         |                             |                             |                             |                             |                             |                             |                             |                             |                             |                             |                             |                             |             |                                                                                          |

## Trilhas sonoras
| Detalhes | Melhores posições atingidas | Melhores posições atingidas | Melhores posições atingidas | Melhores posições atingidas | Melhores posições atingidas | Melhores posições atingidas | Melhores posições atingidas | Melhores posições atingidas | Melhores posições atingidas | Melhores posições atingidas | Vendas      | Certificações                                   |
| Detalhes | ALE                         | AUS                         | AUT                         | CAN                         | EUA                         | FRA                         | NZ                          | PB                          | RU                          | SUI                         | Vendas      | Certificações                                   |
| --- | --------------------------- | --------------------------- | --------------------------- | --------------------------- | --------------------------- | --------------------------- | --------------------------- | --------------------------- | --------------------------- | --------------------------- | ----------- | ----------------------------------------------- |
| Burlesque (com Cher) - Lançamento: 19 de novembro de 2010 - Gravadora: RCA, Screen Gems - Formatos: CD, download digital | 12                          | 2                           | 5                           | 16                          | 18                          | 108                         | 5                           | 78                          | 27                          | 8                           | - : 779.000 | - AUS: Ouro - CAN: Ouro - EUA: Ouro - RU: Prata |

## Extended plays(EP)
| Detalhes |
| --- |
| Justin & Christina (com Justin Timberlake) - Lançamento: 1 de julho de 2003 - Gravadora: Sony BMG - Formatos: CD |
| La Fuerza - Lançamento: 21 de janeiro de 2022 - Gravadora: Sony Latin - Formatos: download digital, streaming    |
| La Tormenta - Lançamento: 30 de maio de 2022 - Gravadora: Sony Latin - Formatos: download digital, streaming     |

## Singles

### Como artista principal
| Ano                                                                  | Canção                                                        | Melhores posições atingidas | Melhores posições atingidas | Melhores posições atingidas | Melhores posições atingidas | Melhores posições atingidas | Melhores posições atingidas | Melhores posições atingidas | Melhores posições atingidas | Melhores posições atingidas | Melhores posições atingidas | Melhores posições atingidas | Certificações                                                                                                   | Álbum                                  |
| Ano                                                                  | Canção                                                        | ALE                         | AUS                         | AUT                         | CAN                         | EUA                         | FRA                         | IRL                         | NZ                          | PB                          | RU                          | SUI                         | Certificações                                                                                                   | Álbum                                  |
| -------------------------------------------------------------------- | ------------------------------------------------------------- | --------------------------- | --------------------------- | --------------------------- | --------------------------- | --------------------------- | --------------------------- | --------------------------- | --------------------------- | --------------------------- | --------------------------- | --------------------------- | --- | -------------------------------------- |
| 1998                                                                 | "Reflection"                                                  | —                           | —                           | —                           | —                           | —                           | —                           | —                           | —                           | —                           | —                           | —                           | | Mulan                                  |
| 1999                                                                 | "Genie in a Bottle"                                           | 2                           | 2                           | 1                           | 1                           | 1                           | 3                           | 2                           | 2                           | 3                           | 1                           | 2                           | - ALE: Platina - AUS: Platina - CAN: Platina - EUA: Platina - FRA: Ouro - NZ: Platina - RU: Platina - SUI: Ouro | Christina Aguilera                     |
| 1999                                                                 | "What a Girl Wants"                                           | 18                          | 5                           | 22                          | 5                           | 1                           | 11                          | 7                           | 1                           | 14                          | 3                           | 17                          | - AUS: Ouro - EUA: Platina - NZ: Ouro - RU: Prata                                                               | Christina Aguilera                     |
| 2000                                                                 | "I Turn to You"                                               | 65                          | 40                          | —                           | 10                          | 3                           | —                           | 17                          | 11                          | 50                          | 19                          | 30                          | | Christina Aguilera                     |
| 2000                                                                 | "Come on Over Baby (All I Want Is You)"                       | 27                          | 9                           | 35                          | 14                          | 1                           | 33                          | 9                           | 2                           | 9                           | 8                           | 21                          | - AUS: Platina - EUA: Platina - NZ: Ouro                                                                        | Christina Aguilera                     |
| 2001                                                                 | "Lady Marmalade" (com P!nk, Lil' Kim & Mýa)                   | 1                           | 1                           | 3                           | 17                          | 1                           | 2                           | 1                           | 1                           | 2                           | 1                           | 1                           | - AUS: 2× Platina - AUT: Ouro - DIN: Platina - FRA: Ouro - NZ: Platina - RU: Ouro - SUI: Ouro                   | Moulin Rouge!                          |
| 2002                                                                 | "Dirrty" (com Redman)                                         | 4                           | 4                           | 5                           | 5                           | 48                          | 98                          | 1                           | 20                          | 2                           | 1                           | 3                           | - AUS: Platina - DIN: Ouro - NZ: Ouro - RU: Platina - SUI: Ouro                                                 | Stripped                               |
| 2002                                                                 | "Beautiful"                                                   | 4                           | 1                           | 5                           | 1                           | 2                           | 27                          | 1                           | 1                           | 4                           | 1                           | 7                           | - AUS: Platina - EUA: Ouro - NZ: Ouro - RU: Platina                                                             | Stripped                               |
| 2003                                                                 | "Fighter"                                                     | 13                          | 5                           | 12                          | 3                           | 20                          | —                           | 4                           | 14                          | 8                           | 3                           | 11                          | - AUS: Ouro - EUA: Ouro - RU: Prata                                                                             | Stripped                               |
| 2003                                                                 | "Can't Hold Us Down" (com Lil' Kim)                           | 9                           | 5                           | 13                          | 20                          | 12                          | 27                          | 5                           | 2                           | 14                          | 6                           | 11                          | - AUS: Ouro - RU: Prata                                                                                         | Stripped                               |
| 2003                                                                 | "The Voice Within"                                            | 13                          | 8                           | 7                           | 10                          | 33                          | —                           | 4                           | 16                          | 8                           | 9                           | 3                           | | Stripped                               |
| 2004                                                                 | "Car Wash" (com Missy Elliott)                                | 6                           | 2                           | 11                          | —                           | 63                          | —                           | 5                           | 2                           | 3                           | 4                           | 5                           | - AUS: Ouro - NZ: Ouro                                                                                          | Shark Tale                             |
| 2006                                                                 | "Ain't No Other Man"                                          | 5                           | 6                           | 7                           | 4                           | 6                           | 26                          | 3                           | 5                           | 11                          | 2                           | 5                           | - AUS: Ouro - CAN: Platina - DIN: Ouro - EUA: Platina - RU: Prata                                               | Back to Basics                         |
| 2006                                                                 | "Hurt"                                                        | 2                           | 9                           | 2                           | 28                          | 19                          | 3                           | 6                           | —                           | 2                           | 11                          | 1                           | - ALE: Ouro - AUS: Ouro - AUT: Ouro - CAN: Ouro - DIN: Ouro - EUA: Ouro - FRA: Ouro - RU: Prata - SUI: Ouro     | Back to Basics                         |
| 2007                                                                 | "Candyman"                                                    | 11                          | 2                           | 14                          | 9                           | 25                          | —                           | 12                          | 2                           | 13                          | 17                          | 11                          | - AUS: Platina - CAN: Ouro - DIN: Ouro - EUA: Ouro - NZ: Ouro - RU: Ouro                                        | Back to Basics                         |
| 2007                                                                 | "Slow Down Baby"                                              | —                           | 21                          | —                           | —                           | —                           | —                           | —                           | —                           | —                           | —                           | —                           | | Back to Basics                         |
| 2007                                                                 | "Oh Mother"                                                   | 18                          | —                           | 23                          | —                           | —                           | —                           | —                           | —                           | 54                          | —                           | 79                          | | Back to Basics                         |
| 2008                                                                 | "Keeps Gettin' Better"                                        | 14                          | 26                          | 15                          | 4                           | 7                           | —                           | 14                          | 36                          | —                           | 14                          | 21                          | | Keeps Gettin' Better: A Decade of Hits |
| 2010                                                                 | "Not Myself Tonight"                                          | 24                          | 22                          | 26                          | 11                          | 23                          | —                           | —                           | 32                          | 32                          | 12                          | 42                          | - AUS: Ouro | Bionic                                 |
| 2010                                                                 | "Woohoo" (com Nicki Minaj)                                    | —                           | —                           | —                           | 46                          | 79                          | —                           | —                           | —                           | —                           | 148                         | —                           | | Bionic                                 |
| 2010                                                                 | "You Lost Me"                                                 | —                           | —                           | —                           | —                           | 120                         | —                           | —                           | —                           | 79                          | 153                         | —                           | | Bionic                                 |
| 2012                                                                 | "Your Body"                                                   | 29                          | —                           | 19                          | 10                          | 34                          | 84                          | 46                          | 33                          | 65                          | 16                          | 22                          | - DIN: Ouro | Lotus                                  |
| 2012                                                                 | "Just a Fool" (com Blake Shelton)                             | —                           | —                           | —                           | 37                          | 71                          | —                           | —                           | —                           | —                           | —                           | —                           | | Lotus                                  |
| 2013                                                                 | "We Remain"                                                   | —                           | —                           | —                           | —                           | —                           | —                           | —                           | —                           | —                           | —                           | —                           | | The Hunger Games: Catching Fire        |
| 2016                                                                 | "Change"                                                      | —                           | —                           | —                           | —                           | 105                         | 121                         | —                           | —                           | —                           | 173                         | —                           | | Obra sem álbum                         |
| 2018                                                                 | "Accelerate" (com Ty Dolla $ign & 2 Chainz)                   | —                           | —                           | —                           | —                           | 124                         | 157                         | —                           | —                           | —                           | —                           | —                           | | Liberation                             |
| 2018                                                                 | "Fall in Line" (com Demi Lovato)                              | —                           | —                           | —                           | 97                          | 101                         | 130                         | —                           | —                           | —                           | 99                          | 86                          | | Liberation                             |
| 2018                                                                 | "Like I Do"                                                   | —                           | —                           | —                           | —                           | —                           | —                           | —                           | —                           | —                           | —                           | —                           | | Liberation                             |
| 2021                                                                 | "Pa Mis Muchachas" (com Becky G, Nicki Nicole e Nathy Peluso) | —                           | —                           | —                           | —                           | —                           | —                           | —                           | —                           | —                           | —                           | —                           | | Aguilera                               |
| 2021                                                                 | "Somos Nada"                                                  | —                           | —                           | —                           | —                           | —                           | —                           | —                           | —                           | —                           | —                           | —                           | | Aguilera                               |
| 2022                                                                 | "Santo" (com Ozuna)                                           | —                           | —                           | —                           | —                           | —                           | —                           | —                           | —                           | —                           | —                           | —                           | | Aguilera                               |
| 2022                                                                 | "Suéltame" (com Tini)                                         | —                           | —                           | —                           | —                           | —                           | —                           | —                           | —                           | —                           | —                           | —                           | | Aguilera                               |
| "—" indica uma obra que não entrou na tabela musical correspondente. |                                                               |                             |                             |                             |                             |                             |                             |                             |                             |                             |                             |                             | |                                        |

### Como artista participante
| Ano                                                                  | Canção                                                         | Melhores posições atingidas | Melhores posições atingidas | Melhores posições atingidas | Melhores posições atingidas | Melhores posições atingidas | Melhores posições atingidas | Melhores posições atingidas | Melhores posições atingidas | Melhores posições atingidas | Melhores posições atingidas | Melhores posições atingidas | Melhores posições atingidas | Certificações | Álbum                              |
| Ano                                                                  | Canção                                                         | ALE                         | AUS                         | AUT                         | CAN                         | ESP                         | EUA                         | FRA                         | IRL                         | NZ                          | PB                          | RU                          | SUI                         | Certificações | Álbum                              |
| -------------------------------------------------------------------- | -------------------------------------------------------------- | --------------------------- | --------------------------- | --------------------------- | --------------------------- | --------------------------- | --------------------------- | --------------------------- | --------------------------- | --------------------------- | --------------------------- | --------------------------- | --------------------------- | --- | ---------------------------------- |
| 1997                                                                 | "All I Wanna Do" (com Keizo Nakanishi)                         | —                           | —                           | —                           | —                           | —                           | —                           | —                           | —                           | —                           | —                           | —                           | —                           | | Spinning                           |
| 2001                                                                 | "Nobody Wants to Be Lonely" (com Ricky Martin)                 | 5                           | 8                           | 13                          | 6                           | 2                           | 13                          | 28                          | 12                          | 1                           | 4                           | 4                           | 2                           | - AUS: Ouro - DIN: Ouro - SUI: Ouro | Sound Loaded                       |
| 2001                                                                 | "What's Going On?" (com Artists Against AIDS Worldwide)        | 35                          | 38                          | 51                          | —                           | —                           | 27                          | 55                          | 8                           | 18                          | 26                          | 6                           | 16                          | | What's Going On?                   |
| 2001                                                                 | "El Ultimo Adios (The Last Goodbye)" (com Latin Stars Tribute) | —                           | —                           | —                           | —                           | —                           | —                           | —                           | —                           | —                           | —                           | —                           | —                           | | El Ultimo Adios (The Last Goodbye) |
| 2004                                                                 | "Tilt Ya Head Back" (com Nelly)                                | 27                          | 5                           | 42                          | —                           | —                           | 58                          | —                           | 12                          | 4                           | 16                          | 5                           | 16                          | - AUS: Platina - EUA: Ouro | Sweat                              |
| 2006                                                                 | "Somos Novios (It's Impossible)" (com Andrea Bocelli)          | —                           | —                           | —                           | —                           | —                           | —                           | —                           | —                           | —                           | —                           | —                           | —                           | | Amore                              |
| 2006                                                                 | "Tell Me" (com Diddy)                                          | 5                           | 13                          | 19                          | —                           | —                           | 47                          | —                           | 8                           | —                           | 26                          | 8                           | 7                           | - RU: Prata | Press Play                         |
| 2011                                                                 | "Moves like Jagger" (com Maroon 5)                             | 2                           | 2                           | 1                           | 1                           | 3                           | 1                           | 3                           | 1                           | 1                           | 2                           | 2                           | 5                           | - ALE: 3× Ouro - AUS: 11× Platina - CAN: Diamante - DIN: 2× Platina - EUA: 6× Platina - FRA: Ouro - NZ: 3× Platina - RU: 3× Platina - SUI: Platina               | Hands All Over                     |
| 2013                                                                 | "Feel This Moment" (com Pitbull)                               | 9                           | 6                           | 2                           | 4                           | 1                           | 8                           | 23                          | 13                          | 5                           | 11                          | 5                           | 7                           | - ALE: Platina - AUS: 3× Platina - AUT: Platina - CAN: 4× Platina - DIN: Platina - EUA: Platina - MEX: 2× Platina + Ouro - NZ: Platina - RU: Ouro - SUI: Platina | Global Warning                     |
| 2013                                                                 | "Hoy tengo ganas de ti" (com Alejandro Fernández)              | —                           | —                           | —                           | —                           | 4                           | —                           | —                           | —                           | —                           | —                           | —                           | —                           | - MEX: Diamante | Confidencias                       |
| 2013                                                                 | "Say Something" (com A Great Big World)                        | 36                          | 1                           | 4                           | 1                           | 24                          | 4                           | 29                          | 6                           | 2                           | 6                           | 4                           | 20                          | - ALE: Ouro - AUS: 4× Platina - AUT: Ouro - CAN: 6× Platina - DIN: Platina - EUA: 6× Platina - MEX: Ouro - NZ: 2× Platina - RU: Ouro - SUI: Ouro                 | Is There Anybody Out There?        |
| 2014                                                                 | "Do What U Want (Remix)" (com Lady Gaga)                       | —                           | —                           | —                           | —                           | —                           | —                           | —                           | —                           | —                           | —                           | —                           | —                           | | Obra sem álbum                     |
| 2019                                                                 | "Fall on Me" (com A Great Big World)                           | —                           | —                           | —                           | —                           | —                           | —                           | —                           | —                           | —                           | —                           | —                           | —                           | | Obra sem álbum                     |
| "—" indica uma obra que não entrou na tabela musical correspondente. |                                                                |                             |                             |                             |                             |                             |                             |                             |                             |                             |                             |                             |                             | |                                    |

### Singlespromocionais
| Ano                                                                  | Canção                             | Melhores posições atingidas | Melhores posições atingidas | Melhores posições atingidas | Melhores posições atingidas | Melhores posições atingidas | Melhores posições atingidas | Melhores posições atingidas | Álbum                                  |
| Ano                                                                  | Canção                             | CAN                         | ESP                         | EUA                         | EUA Country                 | EUA Dance                   | FRA                         | RU                          | Álbum                                  |
| -------------------------------------------------------------------- | ---------------------------------- | --------------------------- | --------------------------- | --------------------------- | --------------------------- | --------------------------- | --------------------------- | --------------------------- | -------------------------------------- |
| 2000                                                                 | "Just Be Free"                     | —                           | —                           | —                           | —                           | —                           | —                           | —                           | Just Be Free                           |
| 2000                                                                 | "The Christmas Song"               | 22                          | —                           | 18                          | —                           | —                           | —                           | —                           | My Kind of Christmas                   |
| 2000                                                                 | "Christmas Time"                   | —                           | —                           | —                           | —                           | —                           | —                           | —                           | My Kind of Christmas                   |
| 2000                                                                 | "Ven Conmigo (Solamente Tú)"       | —                           | 8                           | —                           | —                           | —                           | —                           | —                           | Mi reflejo                             |
| 2000                                                                 | "Pero me acuerdo de ti"            | —                           | 3                           | —                           | —                           | —                           | —                           | —                           | Mi reflejo                             |
| 2001                                                                 | "Falsas esperanzas"                | —                           | 15                          | —                           | —                           | —                           | —                           | —                           | Mi reflejo                             |
| 2003                                                                 | "Infatuation"                      | —                           | —                           | —                           | —                           | —                           | —                           | —                           | Stripped                               |
| 2004                                                                 | "Hello (Follow Your Own Star)"     | —                           | —                           | —                           | —                           | —                           | —                           | —                           | Obra sem álbum                         |
| 2006                                                                 | "Here to Stay"                     | —                           | —                           | —                           | —                           | —                           | —                           | —                           | Back to Basics                         |
| 2008                                                                 | "Dynamite"                         | —                           | —                           | —                           | —                           | —                           | —                           | —                           | Keeps Gettin' Better: A Decade of Hits |
| 2008                                                                 | "Genie 2.0"                        | —                           | —                           | —                           | —                           | —                           | —                           | 161                         | Keeps Gettin' Better: A Decade of Hits |
| 2008                                                                 | "You Are What You Are (Beautiful)" | —                           | —                           | —                           | —                           | —                           | —                           | —                           | Keeps Gettin' Better: A Decade of Hits |
| 2010                                                                 | "I Hate Boys"                      | —                           | —                           | —                           | —                           | —                           | —                           | —                           | Bionic                                 |
| 2015                                                                 | "The Real Thing"                   | —                           | —                           | —                           | —                           | —                           | —                           | —                           | Obra sem álbum                         |
| 2015                                                                 | "Shotgun"                          | —                           | —                           | —                           | 28                          | —                           | —                           | —                           | Obra sem álbum                         |
| 2016                                                                 | "Telepathy" (com Nile Rodgers)     | —                           | —                           | —                           | —                           | 1                           | 120                         | —                           | The Get Down                           |
| 2018                                                                 | "Twice"                            | —                           | —                           | —                           | —                           | —                           | 169                         | —                           | Liberation                             |
| 2019                                                                 | "Haunted Heart"                    |                             | —                           | —                           | —                           | —                           | —                           | —                           | The Addams Family                      |
| 2020                                                                 | "Loyal Brave True"                 | —                           | —                           | —                           | —                           | —                           | —                           | —                           | Mulan                                  |
| "—" indica uma obra que não entrou na tabela musical correspondente. |                                    |                             |                             |                             |                             |                             |                             |                             |                                        |

### Outras canções
| Ano                                                                  | Canção                                                     | Melhores posições atingidas | Melhores posições atingidas | Melhores posições atingidas | Melhores posições atingidas | Melhores posições atingidas | Melhores posições atingidas | Melhores posições atingidas | Melhores posições atingidas | Melhores posições atingidas | Melhores posições atingidas | Melhores posições atingidas | Álbum                 |
| Ano                                                                  | Canção                                                     | ALE                         | AUS                         | CAN                         | DIN                         | EUA                         | EUA Dance                   | EUA Digital                 | NZ                          | RU                          | SUE                         | SUI                         | Álbum                 |
| -------------------------------------------------------------------- | ---------------------------------------------------------- | --------------------------- | --------------------------- | --------------------------- | --------------------------- | --------------------------- | --------------------------- | --------------------------- | --------------------------- | --------------------------- | --------------------------- | --------------------------- | --------------------- |
| 2008                                                                 | "Walk Away"                                                | —                           | —                           | —                           | 35                          | —                           | —                           | —                           | —                           | —                           | —                           | —                           | Stripped              |
| 2010                                                                 | "Lift Me Up" (ao vivo)                                     | —                           | —                           | —                           | —                           | —                           | —                           | —                           | —                           | 183                         | —                           | —                           | Hope for Haiti Now    |
| 2010                                                                 | "Bionic"                                                   | —                           | —                           | —                           | —                           | 66                          | —                           | 40                          | —                           | —                           | —                           | —                           | Bionic                |
| 2010                                                                 | "Express"                                                  | —                           | 58                          | —                           | —                           | —                           | —                           | —                           | —                           | 75                          | —                           | 54                          | Burlesque             |
| 2010                                                                 | "Show Me How You Burlesque"                                | 89                          | 29                          | 92                          | —                           | 70                          | —                           | 42                          | 8                           | —                           | —                           | 26                          | Burlesque             |
| 2011                                                                 | "Castle Walls" (com T.I.)                                  | —                           | —                           | 99                          | —                           | —                           | —                           | 70                          | —                           | —                           | 51                          | —                           | No Mercy              |
| 2011                                                                 | "Beautiful" (ao vivo no The Voice) (com Beverly McClellan) | —                           | —                           | 86                          | —                           | 74                          | —                           | 52                          | —                           | —                           | —                           | —                           | Obra sem álbum        |
| 2012                                                                 | "The Prayer" (ao vivo no The Voice) (com Chris Mann)       | —                           | —                           | 75                          | —                           | 85                          | —                           | 34                          | —                           | —                           | —                           | —                           | Obra sem álbum        |
| 2012                                                                 | "Baby, It's Cold Outside" (com Cee Lo Green)               | —                           | —                           | 92                          | —                           | —                           | —                           | —                           | —                           | —                           | —                           | —                           | Cee Lo's Magic Moment |
| 2013                                                                 | "Let There Be Love"                                        | —                           | —                           | —                           | —                           | —                           | 1                           | —                           | —                           | —                           | —                           | —                           | Lotus                 |
| "—" indica uma obra que não entrou na tabela musical correspondente. |                                                            |                             |                             |                             |                             |                             |                             |                             |                             |                             |                             |                             |                       |

## Outras aparições
| Ano  | Canção                                                                           | Álbum                                                            |
| ---- | -------------------------------------------------------------------------------- | ---------------------------------------------------------------- |
| 1999 | "We're a Miracle"                                                                | Pokémon: The First Movie                                         |
| 2000 | "Silent Night / Noche de Paz"                                                    | Platinum Christmas                                               |
| 2003 | "Like a Virgin / Hollywood Medley" (com Madonna, Britney Spears & Missy Elliott) | Remixed & Revisited                                              |
| 2005 | "A Song for You" (com Herbie Hancock)                                            | Possibilities                                                    |
| 2005 | "Beautiful (Peter Rauhofer Remix)"                                               | Superstars: #1 Hits Remixed                                      |
| 2007 | "Mother" (com Bigelf)                                                            | Instant Karma: The Amnesty International Campaign to Save Darfur |
| 2008 | "Live with Me" (com The Rolling Stones)                                          | Shine a Light                                                    |
| 2008 | "Falling in Love Again (Can't Help It)"                                          | The Spirit                                                       |
| 2010 | "Glam"                                                                           | Ti Ti Ti Internacional - Volume 1                                |
| 2012 | "Casa de Mi Padre"                                                               | Casa de Mi Padre: Original Motion Picture Soundtrack             |
| 2012 | "Steppin' Out with My Baby" (com Tony Bennett)                                   | Viva Duets                                                       |
| 2012 | "The Blower's Daughter" (com Chris Mann)                                         | Roads                                                            |
| 2015 | "Anywhere But Here"                                                              | Finding Neverland: The Album                                     |
| 2017 | "America"                                                                        | Served Like a Girl                                               |

## Videografia

### Álbuns de vídeo
| Detalhes                                                                                 | Melhores posições atingidas | Certificações                                              |
| Detalhes                                                                                 | EUA                         | Certificações                                              |
| ---------------------------------------------------------------------------------------- | --------------------------- | ---------------------------------------------------------- |
| Genie Gets Her Wish - Lançamento: 14 de dezembro de 1999 - Formatos: DVD                 | 7                           | - EUA: Platina                                             |
| My Reflection - Lançamento: 5 de junho de 2001 - Formatos: DVD                           | 1                           | - AUS: Platina - EUA: Ouro                                 |
| Stripped Live in the U.K. - Lançamento: 10 de fevereiro de 2004 - Formatos: DVD          | 3                           | - ALE: Ouro - AUS: 3× Platina - EUA: Platina - RU: Platina |
| Back to Basics and Beyond - Lançamento: 2006 - Formatos: DVD                             | —                           |                                                            |
| Back to Basics: Live and Down Under - Lançamento: 4 de fevereiro de 2008 - Formatos: DVD | 1                           | - AUS: 2× Platina - EUA: Ouro                              |
| "—" indica uma obra que não entrou na tabela musical correspondente.                     |                             |                                                            |

### Vídeos musicais

#### Como artista principal
| Ano  | Canção                                      | Diretor                                |
| ---- | ------------------------------------------- | -------------------------------------- |
| 1998 | "Reflection"                                | —                                      |
| 1999 | "Genie in a Bottle"                         | Diane Martel                           |
| 1999 | "What a Girl Wants"                         | Diane Martel                           |
| 2000 | "I Turn to You"                             | Richard C. Allan                       |
| 2000 | "Come on Over Baby (All I Want Is You)"     | Paul Hunter                            |
| 2000 | "So Emotional"                              | —                                      |
| 2000 | "Genio Atrapado"                            | Diane Martel                           |
| 2000 | "Por Siempre Tú"                            | Richard C. Allan                       |
| 2000 | "Ven Conmigo (Solamente Tú)"                | Paul Hunter e Lorin Finkelstein        |
| 2000 | "Pero Me Acuerdo de Ti"                     | Kevin G. Bray                          |
| 2000 | "The Christmas Song"                        | Clare Davies e Douglas Biro            |
| 2001 | "Lady Marmalade" (com P!nk, Lil' Kim & Mýa) | Paul Hunter                            |
| 2002 | "Dirrty" (com Redman)                       | David LaChapelle                       |
| 2002 | "Beautiful"                                 | Jonas Åkerlund                         |
| 2003 | "Fighter"                                   | Floria Sigismondi                      |
| 2003 | "Can't Hold Us Down" (com Lil' Kim)         | David LaChapelle                       |
| 2003 | "The Voice Within"                          | David LaChapelle                       |
| 2004 | "Car Wash" (com Missy Elliott)              | —                                      |
| 2006 | "Ain't No Other Man"                        | Bryan Barber                           |
| 2006 | "Hurt"                                      | Floria Sigismondi e Christina Aguilera |
| 2007 | "Candyman"                                  | Matthew Rolston e Christina Aguilera   |
| 2008 | "Save Me from Myself"                       | Paul Korver                            |
| 2008 | "Keeps Gettin' Better"                      | Peter Berg                             |
| 2010 | "Not Myself Tonight"                        | Hype Williams                          |
| 2010 | "You Lost Me"                               | Anthony Mandler                        |
| 2012 | "Your Body"                                 | Melina Matsoukas                       |
| 2013 | "Let There Be Love"                         | —                                      |
| 2016 | "Telepathy" (com Nile Rodgers)              | Hannah Lux Davis                       |
| 2018 | "Accelerate" (com Ty Dolla $ign & 2 Chainz) | Zoey Grossman                          |
| 2018 | "Fall in Line" (com Demi Lovato)            | Luke Gilford                           |

#### Como artista participante
| Ano  | Canção                                                  | Diretor                   |
| ---- | ------------------------------------------------------- | ------------------------- |
| 2001 | "Nobody Wants to Be Lonely" (com Ricky Martin)          | Wayne Isham               |
| 2001 | "What's Going On?" (com Artists Against AIDS Worldwide) | Jake Scott e Malik Sayeed |
| 2004 | "Tilt Ya Head Back" (com Nelly)                         | Little X                  |
| 2006 | "Tell Me" (com Diddy)                                   | Erik White                |
| 2011 | "Moves Like Jagger" (com Maroon 5)                      | Jonas Åkerlund            |
| 2013 | "Feel This Moment" (com Pitbull)                        | David Rousseau            |
| 2013 | "Hoy tengo ganas de ti" (com Alejandro Fernández)       | Simon Brand               |
| 2013 | "Say Something" (com A Great Big World)                 | Christopher Sims          |